# Lutzomyia californicus
Lutzomyia californicus is een muggensoort uit de familie van de glansmuggen (Psychodidae). De wetenschappelijke naam van de soort is voor het eerst geldig gepubliceerd in 1957 door Fairchild and Hertig.